# Selezniovo
Selezniovo (en russe : Селезнёво ; en finnois: Ykspää) est le chef-lieu de la municipalité rurale du même nom dépendant du raïon de Vyborg en Russie et appartenant à l'oblast de Léningrad. Le village se trouve à 8 kilomètres au nord-ouest de Vyborg, au bord de la rivière Selezniovka. Il comprenait avec ses hameaux avoisinants 2 278 habitants en 2007, tandis que la municipalité rurale de Selezniovo et ses dix-neuf localités (dont Kondratievo, Torfianovka) comprenaient 6 845 habitants au 1er janvier 2006.

## Historique
Le village d'Ykspää a été mentionné par écrit pour la première fois en 1323 dans le traité de Nöteborg, lorsqu'il est spécifié que les habitants de la république de Novgorod ont le droit de pêcher dans ses eaux. Le roi de Suède Gustave Vasa en fait un point d'approvisionnement de la forteresse de Vyborg à laquelle les paysans vendent le produit de leurs récoltes. La guerre de Trente Ans apporte la ruine financière. Le domaine seigneurial, qui appartenait à la couronne de Suède en faillite, est donc vendu au conseiller Johan von Rotenberg en 1661, puis passe en héritage à sa fille Eleonore et repasse ensuite à la couronne de Suède.

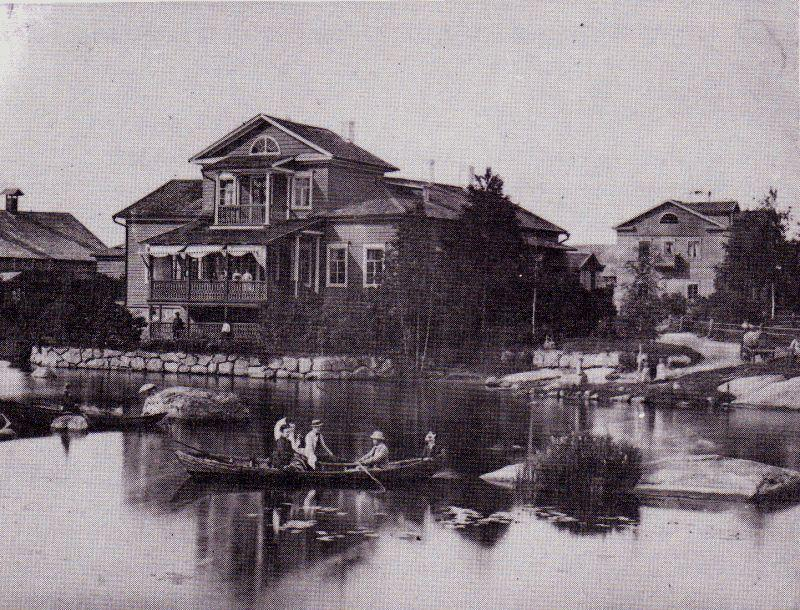
Vue du manoir d'Ykspää avant la révolution de 1917

À la fin de la Guerre du Nord (1720-1721), la Suède perd la région qui entre dans l'Empire russe. Celui-ci forme dans la région la nouvelle entité administrative du gouvernement de Vyborg. Le domaine seigneurial d'Ykspää est donné au général-comte Ivan Chouvalov qui fait construire une demeure plus représentative, faisant venir de Russie des blocs de granite. Le domaine passe ensuite à divers propriétaires qui développent l'agriculture, comme le marchand Oltchine, le capitaine Ivanovski, etc. Au tournant du XXe siècle, il appartenait à un riche propriétaire de minoteries, Bachkirov. Le manoir est incendié pendant la révolution de 1917.
La région passe après la chute de l'Empire russe à la nouvelle république indépendante de Finlande. Le village fait partie de la nouvelle province de Viipuri. Le manoir et ses dépendances sont partiellement reconstruits en 1925-1930 à partir des anciennes écuries et le domaine agricole (mis à part les 3,5 hectares du parc d'agrément) qui mesure 426 hectares de champs cultivés (dont 207 pour les céréales) et 13 hectares d'étangs connaît une période florissante avec la mécanisation, comme pour les fermes avoisinantes. Le manoir est détruit pendant la Guerre d'Hiver et les habitants finlandais sont expulsés à l'intérieur des frontières finlandaises.
La région fait partie de l'URSS en 1940 et le village est transformé en sovkhoze peuplé de nouveaux arrivants qui développent la culture de la betterave sucrière et d'autres légumes pour l'approvisionnement de Léningrad assiégée. En août 1941, c'est au tour des Soviétiques d'être évacués à cause de la Guerre de Continuation des Finlandais appuyés par l'Allemagne. L'Armée rouge reprend la région en 1944. Le sovkhoze est remis sur pied en 1946. Le village est renommé « Malinovka » le 24 février 1948, puis « Selezniovo » le 13 janvier 1949, en l'honneur d'un soldat russe tué ici en 1944, Piotr Ivanovitch Selezniov. Dans les années 1960-1970, une douzaine d'immeubles de quatre étages supérieurs sont construits au village.
Le sovkhoze tombe en faillite à la chute de l'URSS. Le passage du gazoduc Nord Stream offre quelques débouchés aujourd'hui.

## Source
- (ru) Cet article est partiellement ou en totalité issu de l’article de Wikipédia en russe intitulé « Селезнёво (Ленинградская область) » (voir la liste des auteurs).